# Christoph Schüchner

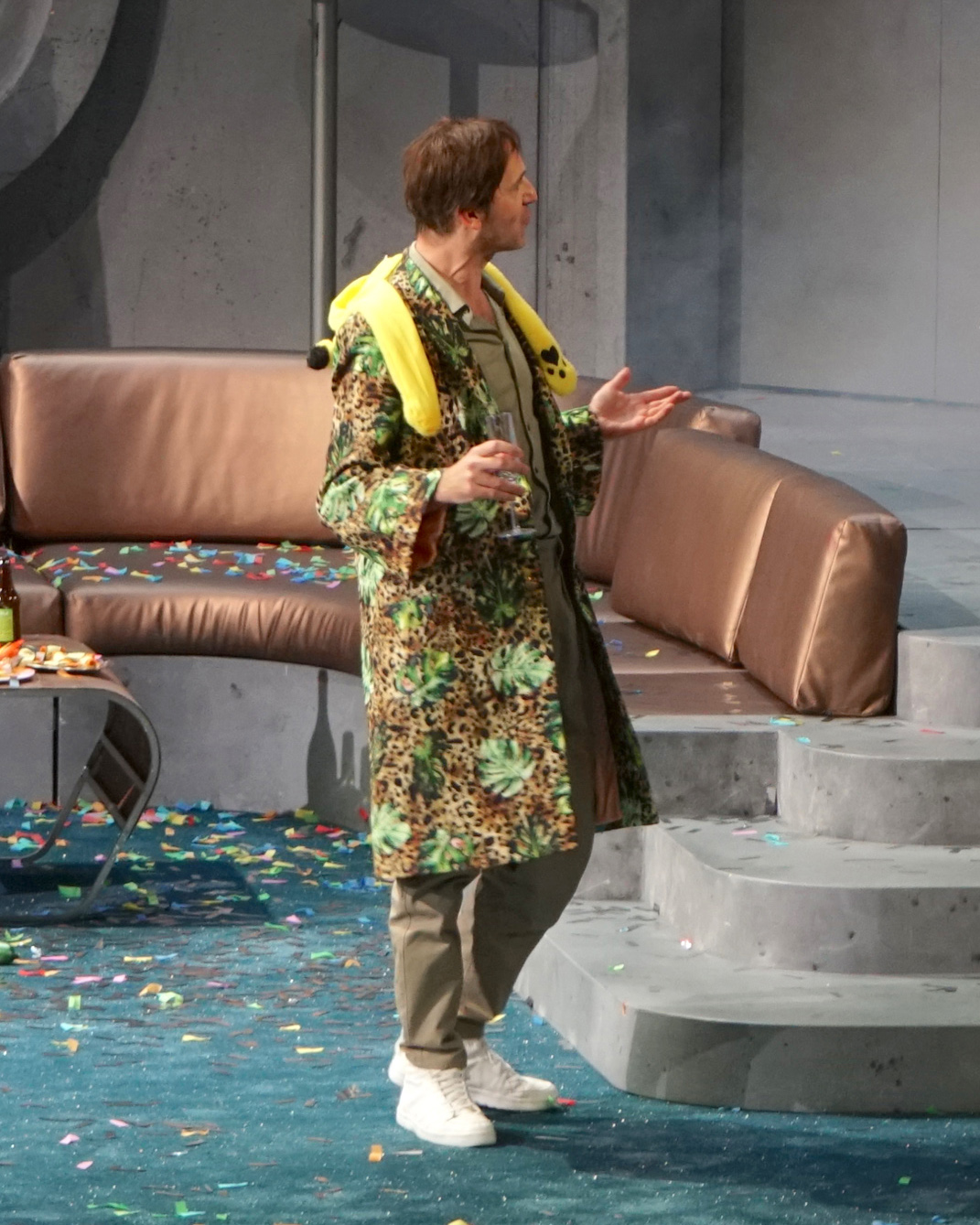
Christoph Schüchner in seiner Rolle als Christian Gustafsson im Theaterstück Apokalypse Miau, bei der Aufführung am 15. Dezember 2022 am Volkstheater in Wien

Christoph Michael Schüchner (* 1970 in Tirol) ist ein österreichischer Schauspieler, der in Berlin und Wien lebt und arbeitet.

## Leben
Schüchner wuchs in der Nähe von Gmunden in Oberösterreich auf. Er besuchte die Schauspielschule des Volkstheaters in Wien. Nach Abschluss der Ausbildung 1992 war er bis 2002 Ensemblemitglied im Wiener Volkstheater. Danach spielte Schüchner am Luzerner Theater. Weitere Engagements hatte er am Theater Lübeck, den Vereinigten Städtischen Bühnen Krefeld-Mönchengladbach, am Theater Bonn, Staatstheater Kassel, Theater Wuppertal, Theater Rampe Stuttgart und bei den Freilichtspielen Schwäbisch Hall. Längere Zeit spielte Schüchner in Berlin. Dort unter anderem in den Sophiensälen, im Theater am Kurfürstendamm, dem Theaterdiscounter, in der Neuköllner Oper sowie im Theater unterm Dach. Seit der Spielzeit 20/21 ist Christoph Schüchner Ensemblemitglied am Volkstheater in Wien. Große Beachtung fand die Darstellung von Schüchner in dem Stück Ach, Sisi – Neunundneunzig Szenen von Rainald Grebe.
Außer auf Theaterbühnen spielt Schüchner auch in Filmen und Fernsehserien: Mensch Kotschie (2009), Schwerte sehen und sterben (2009), Ava (2017) sowie SOKO München (2020).